# Ferdinand Groß (Sänger)

Ferdinand Groß, ca. 1889

Ferdinand Groß (8. Mai 1835 in Wien – 1909 in Kassel) war ein österreichischer Opernsänger (Tenor) und Theaterregisseur.

## Leben
Groß, ursprünglich zum Kaufmann bestimmt, wurde von Giovanni Gentiluomo ausgebildet, war 1858 in Olmütz, von 1859 bis 1861 in Pressburg, 1861 in Brünn, von 1862 bis 1864 in Graz, danach erneut in Brünn, von 1865 bis 1872 in Leipzig, 1872 in Rotterdam, von 1873 bis 1876 in Frankfurt am Main und nochmals in Rotterdam. Er arbeitete ebenso als Spielleiter und Regisseur.
Danach zog er sich ins Privatleben zurück.
Sein Sohn war der Opernsänger Carl Groß.